# Csillagos zsákállat
A csillagos zsákállat vagy kéktelepes zsákállat (Botryllus schlosseri) az aszcídiák (Ascidiacea) osztályának a páros ivarmirigyesek (Pleurogona) rendjébe, ezen belül a Botryllidae családjába tartozó faj.

## Előfordulása
A csillagos zsákállat általában mérsékelt övi, planktonban gazdag tengerek lakója. Az Atlanti-óceán északkeleti részén, az Északi-tengerben, valamint a Földközi-tengerben őshonos. Az emberi tevékenységek következtében, mint például a hajózás, az állat az utóbbi száz évben a Föld egyéb részeire is eljutott.

## Megjelenése
A kolónia 2 milliméter hosszú állatok telepe. Egy-egy csoport mintegy 6 mm²-es területet von be, a csoportok legfeljebb 15 centiméter átmérőjű szőnyegeket alkotnak.

## Életmódja, élőhelye
A sekély, partközeli vizektől az árapályzónáig él.
A felnőtt állat sziklákra vagy tengerifű (Zostera) hosszú leveleire tapad, és lebegő szerves részecskékkel, mikroszkopikus élőlényekkel táplálkozik. Néhány hónapig él.

## Szaporodása
Minden állatnak van hím és női ivarszerve is; utóbbiban nagy petéket termel. A megtermékenyítés belső, de két állat „dolgozik” együtt. A mozgékony, ebihal alakú lárvák addig úsznak, amíg megfelelő helyet nem találnak, ott aztán letelepednek, és kifejlett állattá alakulnak.